# Pádraic Delaney
Pádraic Delaney (n. 6 de noviembre de 1977) es un actor irlandés de teatro, cine y televisión. Es conocido internacionalmente por su papel como Teddy O'Donovan en la película de Ken Loach The Wind That Shakes the Barley, ganadora de la Palma de Oro en el Festival de Cannes.

## Comienzos
Pádraic Delaney nació en Irlanda en 1977. Sus padres son Sheelagh y Michael Delaney. Tiene tres hermanos mayores, Philip, Conor y Emmett, y dos hermanas más jóvenes, Tracey y Gemma. Fue a la escuela secundaria de Colaiste Abbain en Adamstown, Condado de Wexford. Empezó a estudiar ingeniería civil, pero lo dejó al cabo de cuatro meses. Más tarde estudió en el Trinity College de Dublín y se graduó en Drama & Theatre.

## Carrera
Delaney comenzó actuando en teatros, participando en obras como Hamlet o El sueño de una noche de verano. En 2003 protagonizó su primer cortometraje, An Cuainín, dirigido por Chris Roufs, y posteriormente intervino en varias series irlandesas. No fue hasta 2006 cuando apareció ante la audiencia internacional, interpretando a Teddy O'Donovan en la película The Wind That Shakes the Barley (El viento que agita la cebada / El viento que acaricia el prado), por la cual obtuvo una nominación a mejor actor de reparto en los premios de la Academia Irlandesa de Cine y Televisión (IFTA) y fue reconocido como «estrella fugaz irlandesa» (Irish Shooting Star) en el Festival de Cine de Berlín de 2007.
Durante 2007 y 2008 formó parte del reparto de la serie de televisión Los Tudor, protagonizada por Jonathan Rhys-Meyers, en la que Delaney interpretaba al hermano de Ana Bolena, Jorge. Sus últimos trabajos en el cine han sido Eden, dirigida por Declan Recks, la comedia Perrier's Bounty, dirigida por Ian Fitzgibbon y protagonizada por su compañero de rodaje en The Wind That Shakes the Barley, Cillian Murphy, y Three Days in Dublin, dirigida por Lauren Beth. Durante 2010 grabó Blackthorne, del director Mateo Gil, y el drama húngaro Isztambul, de Ferenc Török, en ambos casos su estreno se espera a lo largo de 2011. En 2013 intervino en el montaje teatral The Cripple of Inishmaan, de Martin McDonagh.

## Filmografía

### Televisión
- 2009: Single-Handed. Interpreta a Michael Casey. Aparece en dos episodios de la tercera temporada, The Drowning Man: Part 1  y The Drowning Man: Part 2.
- 2007-2008: Los Tudor. Interpreta a Jorge Bolena. Aparece en 16 episodios pertenecientes a la primera y la segunda temporada de la serie.
- 2006: Legend. Interpreta a Fred 'Fridge' Gogan.
- 2005: Pure Mule. Interpreta a Maurice. Aparece en dos episodios, Therese (el cuarto) y Deirdre (el quinto).
- 2005: The Clinic. Interpreta a Andrew McLoughlin. Aparece en el episodio 3.7.

### Largometrajes
- 2009: Perrier's Bounty. Interpreta a Shamie.
- 2008: Eden. Interpreta a Eoghan.
- 2006: The Wind That Shakes the Barley (El viento que agita la cebada / El viento que acaricia el prado). Interpreta a Teddy O'Donovan.

### Cortometrajes
- 2006: A Lonely Sky. Interpreta a Stan Curtis.
- 2003: An Cuainín. Interpreta a Duncan.